# Patty Pravo (1970)
Patty Pravo è il terzo album in studio dell'omonima cantante, pubblicato il 12 aprile 1970, successivamente noto come Cimiteria.

## Descrizione
Nella primavera del 1970 Patty Pravo registrò i brani indirizzati al secondo album omonimo, che la RCA immetterà sul mercato a fine maggio.
Da questo momento la Pravo è indirizzata verso un repertorio prevalentemente da interprete, mettendo da parte la definizione di "Ragazza del Piper".
Spazia così fra la canzone francese di Édith Piaf, i Beatles, le ballate tradizionali, l'easy music.
Per rendere meglio l'idea dell'abbandono totale del periodo beat e di quello del Piper, si può analizzare la foto che appare sul retrocopertina dell'album: sono presenti Patty Pravo e i Cyan Three "invecchiati" che posano sullo sfondo del decadente locale romano.
Gordon Faggetter, il leader e batterista dei Cyan Three, firma il disegno di copertina in stile gotico e crepuscolare; e per tanto, l'album verrà soprannominato dai fan Cimiteria.
L'edizione su cassetta e stereo8 utilizza tutt'altra grafica di copertina. Venne scelta una delle foto che compaiono all'interno dell'LP.
Realizzato su cartoncino leggero assai delicato e difficile da trovare in perfetto stato, col disco che si estrae dalla parte interna. La ristampa del 1990 mantiene la stessa grafica originale, però l'LP si estrae dalla parte esterna e il cartoncino utilizzato è assai più pesante e solido.
Un curioso errore nei crediti non è stato mai corretto: Perché sei il mio uomo è una cover di The Love of a Woman (a firma dei fratelli Gibb) interpretata da Samantha Sang e uscita su singolo nel 1969 (Polydor 59343) e non del brano omonimo, firmato da James Cordell (al quale è accreditata la cover sull'LP della Pravo), e incluso nell'LP Cellophane Symphony di Tommy James and the Shondells del 1969 (Roulette SR 42030). Una prima versione in italiano, del pezzo dei Bee Gees era stata incisa, nel 1968, da Anna Marchetti col titolo di Amore di donna (Anzoino-Gibb), edito dalla Meazzi (EDM - E.D.1350)
Di Una conchiglia esistono alcune versioni uscite a ridosso della versione della Pravo. Ricordiamo quella strumentale Concerto per voce piano e sogni accreditata all'orchestra Capuano, utilizzata per la sigla di testa del Sanremo 1970, con i vocalizzi di Ron e le versioni in inglese dei Middle of the Road, To Remind Me, e dei Flea on the Honey, Don't You Ever Feel Glad.
All'inferno insieme a te è cover di Detachez-moi les bras di Claude Puterflam, Il mio fiore nero è Girlie dei Peddlers, 1941 è il pezzo omonimo di Hanry Nilsson
Molti dei brani inclusi nell'album sono stati incisi dalla cantante in lingua spagnola tra i quali ricordiamo Por Ti, Mi Flor Negra, La Conchilla, Porque Heres Mi Hombre, Gotas De Lluvia, 1941.
La Tua Voce è stata incisa anche in lingua inglese col titolo And I Love Her, Una Conchiglia in lingua francese Blanc Coquillage.

## Tracce

### Lato A
1. The Day That My Love Went Away - 1:22 (Cyan Three)
2. Il mio fiore nero - 2:51 (Franco Migliacci - Roy Philips)
3. Motherless Child - 2:07 (Tradizionale)
4. All'inferno insieme a te - 3:07 (Paolo Dossena - Franca Evangelisti - C. Puterflam)
5. La tua voce - 2:57 (Don Backy - Mogol - John Lennon - Paul McCartney)
6. Per te - 3:25 (Mogol - Lucio Battisti)

### Lato B
1. 1941 - 2:28 (Mogol - Harry Nilsson)
2. Non, je ne regrette rien - 2:35 (M. Vaucarie - Ch. Dumont)
3. Gocce di pioggia su di me - 3:03 (C. Minellono - B. Bacharach - H. David)
4. Something - 3:50 (George Harrison)
5. Una conchiglia - 3:22 (Paolo Dossena - Giosy Capuano)
6. Perché sei il mio uomo (The love of a woman) - 3:14 (Paolo Dossena - Franca Evangelisti - Barry Gibbs - Robin Gibbs)

## Musicisti
- Paolo Ormi: Accompagnamento orchestrale per i brani The Day That My Love Went Away, La tua voce, Per te (con i 4 + 4 di Nora Orlandi), 1941, Non, je ne regrette rien, Gocce di pioggia su di me e Something
- Orchestra Capuano: esecuzione dei brani Il mio fiore nero e Una conchiglia
- Ruggero Cini e la sua orchestra: Motherless Child, All'inferno insieme a te e Perché sei il mio uomo
- Antonio Coggio: Assistente musicale
- Paolo Ormi: Assistente musicale
- C. Budess: Tecnico della registrazione e del re-recording
- Ubaldo Consoli: Tecnico della registrazione e del re-recording
- Enzo Martella: Tecnico della registrazione e del re-recording
- Giulio Spelta: Tecnico della registrazione e del re-recording

## Accoglienza
Nonostante le strategie di vendita messe in atto dalla RCA, l'album non raggiunge il vertice della classifica, fermandosi al 7º posto e piazzandosi al 36º nella graduatoria annuale